# میروسلاو پولیاک
میروسلاو پولیاک (انگلیسی: Miroslav Poljak; ۳ سپتامبر ۱۹۴۴ – ۲ نوامبر ۲۰۱۵) بازیکن واترپلو اهل یوگسلاوی بود.